# Andrés Robles
Andrés Sebastián Robles Fuentes (Santiago del Cile, 7 maggio 1994) è un calciatore cileno, centrocampista del Real Garcilaso.

## Carriera

### Club
Ha giocato in massima serie con la maglia del Santiago Wanderers.

### Nazionale
Ha giocato sia con l'Under-17 che con l'Under-20, con cui ha disputato nel 2013 ha disputato sia il Campionato sudamericano che il Mondiale di categoria.
Sempre nel 2013 ha debuttato anche nella nazionale maggiore.